# Середньоєвропейська платформа

У рельєфі Середньоєвропейська платформа відповідає Середньоєвропейській рівнині

Середньоєвропейська платформа (мегасинекліза) — область опускання і накопичення потужного осадового чохла, розташована між Східноєвропейською платформою на півночі та північному сході, Британськими каледонідами на північному заході і фронтом Середньоєвропейських герцинід на півдні. У рельєфі відповідає Середньоєвропейській рівнині, розташованій на території півночі Польщі, Німеччини, а також Данії; займає акваторію Північного моря і деякі прилеглі території (аж до Західної України). Середньоєвропейська платформа має гетерогенний фундамент, вік якого відомий лише на окремих ділянках, в основному за даними буріння. Ha Рінґкьобінґ-Фюнському піднятті в Данії розкриті ґнейси віком до 1000 млн. років. B масиві Мідленда в Англії виявлені породи верхнього докембрію, незгідно перекриті платформним кембрієм. Південніше простягається смуга складчастого кембрію - силуру (каледоніди), що оголюється також у Брабанте, на півдні Бельгії. Зона каледонської складчастості установлена уздовж південно-західного краю Східноєвропейської платформи; вона пролягає від острова Рюген і Польського Помор'я до Західної України. На захід від цієї зони півдні Польщі виділяється Малопольський (Лежайський) масив з байкальським фундаментом. Як єдина депресійна структура (мегасинекліза) середньоєвропейська платформа склалася у пізній пермі, коли в її межах одержала поширення соленосна товща цехштейну.
Завдяки присутності потужної товщі пермської солі середньоєвропейська платформа є однією з класичних областей вияву різноманітних форм соляної тектоніки. У межах середньоєвропейської платформи, особливо у Північному м., відомі численні поклади нафти і газу, перев. в мезозойських відкладах (Центральноєвропейський нафтогазоносний басейн).